# Авангард (Курск)
Вижте пояснителната страница за други значения на Авангард.
ФК „Авангард“ е руски футболен отбор от гр. Курск, основан през 1958 г. Носил е имената „Труд“ и „Трудови резерви“.

## История
След разпадането на СССР „Авангард“ играе във втора дивизия. Заема 10 място в зона 2. На следващия сезон е на 6 позиция, но въпреки това изпада в Руска Трета Лига. През 1996 г. отново играе във 2 дивизия, зона запад. През 1998 г. е преместен в зона Център.
През 2000 и 2001 г. отборът заема 8 позиция. През 2004 отборът се класира втори в зоната си и поради отказът на някои отбори да играят в 1 дивизия, Авангард печели промоция. В 2005 г. заема 16 място. В следващиясезон курският тим е начело за няколко кръга, но в крайна сметка се оказва на 10 позиция. През 2007 г. изпада, след като не успява да се докопа до спасителното 17 място.
През 2008 г. отборът има шанс да се върне в 1 дивизия, но не успява да преодолее Металург (Липецк). През 2009 тимът става шампион на 2 дивизия, зона Център и отново играе в Първа дивизия. Отборът играе много слабо и завършва на последната 20 позиция. В 2011/12 завършват на 2 място, на цели 13 точки зад шампиона Салют.

## Известни играчи
- Андрей Дятел
- Валери Есипов
- Валерий Чижов
- Игор Пиюк
- Олег Шишкин
- Сергей Миронов
- Денис Синяев